# إلهام محمد
إلهام محمد (2 مايو 1985 -)، ممثلة إماراتية.

## عن حياتها
هي شقيقة الممثلة أمل محمد. بدأت حياتها الفنية كمقدمة برامج الأطفال وهي صغيرة برفقة شقيقتها، انتقلت للتمثيل عن طريق المسرح الجاد بعام 2004 ودخلت عالم التلفزيون بمشاركتها بمسلسل حظ يا نصيب وقدمت من بعده العديد من الأعمال أبرزها دور «أمينة» بالمسلسل الكويتي أميمة في دار الأيتام.

## أعمالها

### من أعمال التلفزيون
| سنة الإنتاج | المسلسل              | بمشاركة                                                                                      |
| ----------- | -------------------- | -------------------------------------------------------------------------------------------- |
| 2008        | حظ يا نصيب           | جابر نغموش، أحمد الجسمي، أحمد الأنصاري، رزيقة الطارش                                         |
| 2008        | الداية               | حياة الفهد، محمد جابر، جمال الردهان، باسمة حمادة، سعاد علي، منى شداد، خالد البريكي، وفاء مكي |
| 2009        | شعبان في رمضان       | انتصار الشراح، يوسف الجراح، رزيقة الطارش، عبير أحمد، أمينة القفاص                            |
| 2009        | الهدامة              | غازي حسين، فاطمة الحوسني، محمود بوشهري، هيفاء حسين، عبد المحسن القفاص                        |
| 2009        | سمير وعيلته الكتير   | سمير غانم، من الكويت انتصار الشراح                                                           |
| 2010        | أميمة في دار الأيتام | هدى حسين، طيف، إلهام الفضالة، لمياء طارق، شجون الهاجري، فاطمة الصفي، شوق                     |
| 2010        | متعب القلب           | أسمهان توفيق، أحمد الجسمي، محمود بوشهري، من الأردن نضال نجم، شهد                             |
| 2010        | بنات آدم             | سميرة أحمد، غانم السليطي، باسمة حمادة، حبيب غلوم، بدرية أحمد، هيفاء حسين، زينة كرم           |
| 2011        | نوح الحمام           | هيفاء حسين، محمود بوشهري، فاطمة الحوسني                                                      |
| 2015        | سكون الليل           | عبد الله بو عابد                                                                             |

### من أعمال المسرح
| سنة الإنتاج | المسرحية   | بمشاركة                                     |
| ----------- | ---------- | ------------------------------------------- |
| 2009        | فندق الرعب | عبد الرحمن العقل، جمال الردهان، باسمة حمادة |

## روابط خارجية
- إلهام محمد على موقع قاعدة بيانات الأفلام العربية